# IBK企業銀行杯女子囲碁マスターズ
IBK企業銀行杯女子囲碁マスターズ（IBKきぎょうぎんこうはい じょしいごマスターズ、IBK기업은행배 여자바둑마스터스）は韓国の囲碁の女流棋戦。2021年に開催。女流プロ棋士とアマチュア棋士が参加して行われる。
- 主催 韓国棋院
- 協賛 中小企業銀行
- 優勝賞金 3000万ウォン（準優勝1200万ウォン）

## 方式
- 第1期は予選を通過した、プロ棋士10名、研究生とアマチュアの4名の14名と、棋士ランキング上位2名の、計16名によるトーナメント戦。第2期は、第2期は、予選を勝ち抜いた12名とシード4名の計16名が出場。決勝戦は三番勝負。
- 持時間は各1時間、40秒の秒読み3回。第4期以降は各40分＋1手ごと20秒追加フィッシャールール

## 過去の優勝者と決勝戦
（左が優勝者）
- 第1期 2021年 崔精 2-0 呉政娥
- 第2期 2022年 鄭有珍 2-0 朴泰姬
- 第3期 2023年 崔精 2-0 金恩持
- 第4期 2024年 金彩瑛 2–1 呉侑珍
- 第5回 2025年 崔精 2–1 呉政娥

## 各期成績

### 第1期
2021年6月30日-8月18日に実施。
- 1回戦 崔精 - 許瑞玹、金多瑛 - 権孝珍、曺承亜 - 金恵敏、趙惠連 - 鄭有珍、呉政娥 - 尹泳珉、呉侑珍 - 姜智洙、金恩善 - 조은진、金侖映 - 金彩瑛
- 2回戦 崔精 - 金多瑛、曺承亜 - 趙惠連、呉政娥 - 呉侑珍、金恩善 - 金侖映
- 準決勝 崔精 - 曺承亞、 呉政娥 - 金恩善
- 決勝戦 崔精 2-0 呉政娥

### 第2期
2022年6月8日-8月3日に実施。
- 1回戦 鄭有珍 - 崔精、李映周 - 呉政娥、金恩持 - 金美里、権孝珍 - 金京垠、朴泰姬 - 呉侑珍、許瑞玹 - 金珉舒、曺承亜 - 金恩善、金彩瑛 - 宋慧領
- 2回戦 鄭有珍 - 李映周、金恩持 - 権孝珍、朴泰姬 - 許瑞玹、曺承亜 - 金彩瑛
- 準決勝 鄭有珍 - 金恩持、朴泰姬 - 曺承亜
- 決勝戦 鄭有珍 2-0 朴泰姬